# قرية الحود
قرية الحود أو الحود هي إحدى القرى التابعة لناحية القيارة في محافظة نينوى العراقية، تقع على ضفاف نهر دجلة.